# Sarah Masson
Pour les articles homonymes, voir Masson.
Sarah Masson, née le 24 mai 1971 à Berchem-Sainte-Agathe, est une éditrice, illustratrice, sérigraphe, dessinatrice et scénariste belge de bande dessinée.

## Biographie
Sarah Masson naît le 24 mai 1971 à Berchem-Sainte-Agathe,,, une commune bruxelloise. Elle est étudiante de l'Institut Saint-Luc de Bruxelles y rencontre Michel Squarci. Elle en sort diplômée en 1994. En 1993, elle fait partie d'un groupe d'auteurs de l'atelier de bande dessinée de cet établissement pour éditer le fanzine La Cinquième Couche dans lequel le duo formé avec Michel Squarci publie La Wasserette dans le deuxième numéro en 1994, La Note dans le quatrième numéro en 1997 et Le Gâteau, dans le cinquième numéro en 1998. Puis, ils fondent la maison d'édition indépendante de bande dessinée et d’illustrations, La Cinquième Couche en 1999. Sarah Masson et Michel Squarci y participeront en tant qu’éditeurs, auteurs et metteurs en page. Cette collaboration s’achève en 2005, après la participation de La 5e Couche au Louisiana Manifest de l’architecte Jean Nouvel, au Danemark.
En 1997, Sarah Masson crée Tea Time Production, label sous lequel elle produit des livres de cuisine, des articles de papeterie en sérigraphie. 
Elle développe avec Michel Squarci, en parallèle à leurs emplois respectifs, un travail d’auteur à quatre mains en publiant des albums jeunesse et de bandes dessinées depuis 2000. Le duo publie ainsi Amorce aux éditions La 5e Couche en 2002.
Elle publie avec Michel Squarci Speculoos (2003) et Redji a perdu le goût ! (2009), deux livres de recettes pour enfant dans la collection « Danse du ventre » aux éditions Zoom. Le même binôme participe également aux collectifs Arbre en plastique, feuilles en papier avec Nuage d’insectes et Le Coup de Grâce — une publication dans le cadre de la Quinzaine de la BD — avec Immeuble édités par La 5e Couche en 2006.
Artiste pluridisciplinaire, Sarah Masson démontre qu’elle maîtrise de nombreuses techniques, toutes mises au service de créations atypiques. Elle publie sa première bande dessinée en solo : Conte de la rivière dans la collection « Champ Livre » aux éditions La Boîte à bulles en 2011.
Le duo Masson-Squarci publie une bande dessinée jeunesse qui aborde les thèmes du deuil, du souvenir et de la mémoire avec Au Cœur de la montagne,, dans la collection « 7 / 107 » aux éditions CFC en 2019.
Le même tandem propose un récit personnel Reste avec moi, pour un public d'adolescents et d’adultes publié aux éditions CFC en 2022. Cette chronique sociale conte l'histoire de Florence restauratrice de tableaux qui depuis qu'elle est devenue mère, se remémore les liens difficiles qu'elle avait avec la sienne au même âge. Elle prend conscience qu'un vif sentiment d’abandon a prédominé durant son enfance et perturbe son présent.
Par ailleurs, elle réalise encore une bande dessinée avec la réalisatrice Paola Stévenne Je me souviens de la salle de bain.

## Œuvres

### Albums de bande dessinée
- Amorce[14], La Cinquième Couche, Bruxelles, novembre 2002
Scénario, dessin et couleurs : Michel Squarci, Sarah Masson -  (ISBN 2930356006),Format à l'italienne.
- Conte de la rivière[7],[15], La Boîte à bulles, coll. « Champ Livre », 16 juillet 2011
Scénario, dessin et couleurs : Sarah Masson -  (ISBN 978-2-302-01053-6)

- Au Cœur de la montagne[8],[9], CFC-Éditions, coll. « 7 / 107 », Bruxelles, 12 avril 2019
Scénario, dessin et couleurs : Sarah Masson, Michel Squarci -  (ISBN 9782875720368)

- Reste avec moi[11],[12], CFC-Éditions, Bruxelles, 6 mai 2022
Scénario, dessin et couleurs : Sarah Masson, Michel Squarci -  (ISBN 9782875720771),Format comics.

### Collectifs
- Arbres en plastique, feuilles en papier, La Cinquième Couche, Bruxelles, 1 février 2006
Scénario et dessin : collectif dont Michel Squarci et Sarah Masson - Couleurs : quadrichromie -  (ISBN 978-2-930356-19-8),Participation : Nuage d’insectes.
- Le Coup de grâce, La Cinquième Couche, coll. « F », Bruxelles, 26 août 2006
Scénario et dessin : collectif dont Michel Squarci et Sarah Masson - Couleurs : quadrichromie -  (ISBN 9782930356297) — Participation : Immeuble.

### Littérature jeunesse
- Speculoos ! - La quête, texte et dessin Sarah Masson, Michel Squarci, Zoom Éditions, coll. « Danse Du Ventre », septembre 2003  (ISBN 9782919934256)
- Redji a perdu le goût !, texte et dessin Sarah Masson, Michel Squarci, Zoom Éditions, coll. « Danse Du Ventre », novembre 2009  (ISBN 9782919934577)